# Lijst van fictieve plaatsen
Fictieve plaatsen zijn landen, landstreken, steden en dorpen of andere aardrijkskundige plaatsen die aan het brein van de mensheid, van bevolkingsgroepen of van individuele personen zijn ontsproten en waarvan het werkelijke bestaan onbelangrijk, niet waarschijnlijk of niet wetenschappelijk aangetoond is. In deze lijst zijn ook locaties vermeld waarvan het bestaan nooit is aangetoond, maar die mogelijk wel gebaseerd zijn op echte plaatsen.
Fictieve landen worden veelvuldig opgevoerd door schrijvers van verhalen, producers van films en stripauteurs. Vooral omdat het de schrijver meer vrijheid geeft zijn personages dingen te laten beleven zonder rekening te hoeven houden met de cultuur of geografie van een echt bestaand land. In de moderne literatuur worden niet-bestaande locaties of fictieve werelden ook wel aangeduid met de term geofictie.

## Oudheid
- Aeaea
- Atlantis
- Aztlán
- Elyzeese velden
- Hades

## Middeleeuwen
- Annwfyn
- Avalon
- Cocanje
- Tír na nÓg

## Nieuwe tijd

### Legende en folklore
- De Bibelebontseberg, in kinderliedje
- Boerenkoolstronksteradeel, grietenij of negorij in Friesland, pejoratief
- Bommerskonten, Vlaamse pejoratief gebruikte, fictieve locatie; in Noord-Nederland Bommelerskonte en varianten
- El Dorado
- Knuppelerveen, pejoratief
- Luilekkerland, in sprookjes; ook: overdrachtelijk gebruikt
- Teringwoude, pejoratief

### Strips
Agent 327 (Martin Lodewijk) 
- Marihuwijne, zeer smal, maar ook zeer lang land in Zuid-Amerika
- Cocumbuela, Zuid-Amerikaanse bananenrepubliek
- Kwaïti, een land dat sterk op Haïti lijkt
- Zakkestan, voormalige Sovjet-republiek, waar de maffia heerst

Appie Happie (Dik Bruynesteyn)
- Louloenersloot, dorp van De taaie tijgers

Bommelsaga (Marten Toonder) 
- Rommeldam, de stad uit het werk van Marten Toonder
- Het Donkere Bomen Bos, bos ten zuiden van Rommeldam
- Goesting
- Raap, het eiland van de tijwisselaar
- de Stuifeilanden, eilanden op 70km ten noordnoordoosten van Rommeldam
- Stuipendrecht, stad, circa 5 km ten westen van Rommeldam
- Zompzwin
- De Zwarte Bergen

De Kiekeboes (Merho)
- Mestwalle, dorpje waar nonkel Vital woont
- Ernia, belastingparadijselijk eiland in Verkeerd verbonden
- Paranoia, republiek in Jeanne Darm
- Burlesconië, land in Heil Bod
- Travakstan, republiek in De roze Rolls
- Miseria, Afrikaans land waarvan sprake in De roze Rolls
- San Rancun, Midden-Amerikaanse land waarvan sprake in De roze Rolls
- De Côte D'Allure, streek in Zuid-Frankrijk in De Medusa-stichting
- Macadamia, Amerikaans land in Nood in Macadamia
- Boeloe Boeloe, Afrikaans land in De dorpstiran van Boeloe Boeloe en De zwarte Zonnekoning
- Spell-Deprik, eiland in de Stille Zuidzee in Mysterie op Spell-Deprik
- Toetoetoeloes, eiland niet ver van Nieuw-Zeeland in De omgekeerde piramide
- Papagaya, is een Zuid-Amerikaanse staat in Het plan SStoeffer
- Côte Anyeau, streek in Frankrijk in Villa Delfia
- Rhoda, Zuid-Europees vakantieoord in Hotel O
- Île Faux le Fer, Frans eiland in Hotel O
- El Tondzon, Zuid-Amerikaans land in Zeg het met bloemen
- Oekandana, Afrikaans land in King Sacha
- Fort T, gevangeniseiland aan de kust van Alaska in De Aqua-rel
- Pettôh en Sporadis, twee landen in De S van pion
- Tiznoland, populaire reisbestemming in Tiznoland
- Caszand, badplaats aan de Noordzee in De DT-fout
- Tantzanin, Afrikaans land in Joyo de eerste

Donald Duck (Walt Disney) 
- Brutopia
- Duckstad (inclusief Gansdorp, Eendhoven en diverse andere fictieve plaatsen met een dierennaam en als toespeling op bestaande plaatsen)
- Verweggistan

F.C. De Kampioenen (Hec Leemans)
- Soloto, gelegen in Afrika, in Kampioenen in Afrika
- Pampanero, een republiek in Zuid-Amerika, in De Kampioenen in Pampanero

Franka
- Groterdam, aanvankelijke woonplaats van Franka. Andere naam voor Amsterdam.
- Middel, dorp in de achterhoek vlakbij Luttel
- Luttel, dorp in de achterhoek waar zich het landgoed de Weelde van Gravin de Weelde staat

Jommeke (Jef Nys) 
Kick Wilstra (Henk Sprenger)
- Veendorp, fictieve geboorteplaats van Kick Wilstra, stervoetballer

Kuifje (Hergé)
- Syldavië, in De scepter van Ottokar, Raket naar de maan, Mannen op de maan en De zaak Zonnebloem
- Bordurië, in De scepter van Ottokar en De zaak Zonnebloem
- San Theodoros, in Het gebroken oor en Kuifje en de Picaro's
- Nuevo Rico, in Het gebroken oor
- São Rico, in De geheimzinnige ster
- Khemed, in Kuifje en het Zwarte Goud en Cokes in voorraad
- Molensloot (Moulinsart), woonplaats van Haddock

Robbedoes en Kwabbernoot (Rob-Vel)
- Rommelgem, dorpje waar de Graaf van Rommelgem woont.
- Palombië, land in Zuid-Amerika waar de Marsupilami in het wild voorkomt.

Suske en Wiske (Willy Vandersteen)
- Chocowakije, in Rikki en Wiske in Chocowakije
- Amoras, in Het eiland Amoras. Komt ook voor in Het vliegende hart, De stalen bloempot, Amoris van Amoras en De verdwenen verteller
- Dongo, Belgische kolonie in De vliegende aap
- Kommersbonten, in De tuf-tuf-club en De ijzeren schelvis
- Rektem en Slembroek (luchthaven), in De sterrenplukkers
- Toren van Nestelle de Jujuppe en het kasteel van Sombrecoin, in De dolle musketiers
- Rotswana, Afrikaans land in De tamtamklopper
- Bazaria, koninkrijk in De speelgoedzaaier
- Montladsu, berg in de Himalaya, in De brullende berg
- Dumb City, stadje in Texas, in De Texasrakkers
- Kumulolis en Kosmopolis, in De wolkeneters
- Kaalheuvel en Armenstein, in De wilde weldoener
- Zevenbeek, in De schone slaper
- Oostknoktende, in De apekermis
- Pulderwezel, in De poenschepper
- Zwollezele, gemeente Kemeltoet, Neder-Over-Bakzijl, in De charmante koffiepot
- Mocano, in De bronzen sleutel
- Bosambik, eiland voor de Afrikaanse kust in De bevende Baobab
- Fjord Kapri, in De vinnige Viking
- Kokonera, De minilotten van Kokonera
- Moerenië met kasteel VHO DEVENDZ, De maffe maniak
- Mispelbeke, in De zingende kaars
- Meem-Sjoos, vreemde planeet in De amoureuze amazone
- Stokkentoet, een dorp in de wolken in Het drijvende dorp
- Chiliguay, een land in Zuid-Amerika waar de Mayizena-Indianen wo(o)n(d)en, in Suskewiet

Yoko Tsuno (Roger Leloup)
- Vinea, planeet van de Vineanen

### Film en televisie
- Arendelle uit Frozen
- Alderaan, Cloud City, Coruscant, Dagobah, Endor, Felucia, Kashyyyk, Naboo, Tatooine, Yavin 4, Mustafar, Geonosis, Hoth en Utapau, uit Star Wars
- Bajor, Betazed, Cardassia Prime, Kronos, Vulcan, Romulus en Remus uit Star Trek
- Bevergem, uit de gelijknamige tv-serie.
- Bichlheim, uit de Duitse soap Sturm der Liebe
- Borovnia, uit de Nieuw-Zeelandse film Heavenly Creatures
- Causton, uit de tv-serie Midsummer Murders.
- Denton, uit de tv-serie A Touch of Frost.
- Genovia, uit The Princess Diaries
- Groenbeek en Groterdam, uit de animatieserie Pieter Post
- Harkum uit de tv-serie van die naam, BNNVARA 2019
- Juinen en Ter Weksel, dorpen in Midden-Nederland, creaties van Van Kooten en De Bie
- Krakozhia, uit The Terminal
- Kukelton, uit De avonturen van Okkie Trooy
- Meerdijk, uit de Nederlandse soapserie Goede tijden, slechte tijden
- Oosterdonk, uit de Vlaamse serie Terug naar Oosterdonk
- Oud Greffel, plaats waar de KRO-serie Tijd van leven zich afspeelt; opgenomen in Netterden, Gelderland.
- Panem, land in De Hongerspelen
- Parts Unknown, fictieve plaatsnaam bij professioneel worstelen, als de echte plaats onbekend moet blijven. Kan ook afgeleid zijn van de ringnaam van de worstelaar(s). Zoals Dudleyville, bij "The Dudley Brothers".
- Perfection, Nevada, uit Tremors
- Ransegem, uit de tv-serie Met man en macht
- Royston Vasey, uit de serie The League of Gentlemen
- Runkum, dorp in de Nederlandse jeugdserie Q & Q (1974, 1976), uitgezonden door de KRO
- Saint-Marie, Caraïbisch eiland, plaats van handeling in de Frans/Britse tv-serie Death in Paradise (2011-..); opgenomen op het eiland Guadeloupe
- Vinci, stad in de Amerikaanse televisieserie (HBO-drama) True Detective
- Waaldrecht, uit de gelijknamige dramaserie Waaldrecht (1973)
- Wittekerke, uit de gelijknamige Vlaamse soap Wittekerke
- Zilt, dorp in de Nederlandse jeugdserie Q & Q (1974, 1976), uitgezonden door de KRO
- Zion, uit de film The Matrix
- Zonnedael, wijk in de Nederlandse tv-series en films van Flodder van Dick Maas, gebaseerd op de villawijk Kollenberg in Sittard

- Leidonck-Waterland, fictief dorp tussen Gent en Deinze in de tv serie  De Paradijsvogels

### Hoorspelen
- Biggeveen, woonplaats van Ome Henk.
- St. Biggeklooster, postbusnummer voor de problemenrubriek van Ome Joop in de Dik Voormekaar Show.

### Wetenschap
- Het ten gevolge van een kernproef verdwenen eiland Heidadaifi ((en)  Hi-Duddify) van de fictieve Heieiei-eilandengroep ((en)  Hi-Iay) in de Stille Oceaan vormden het verspreidingsgebied van de fictieve orde van zoogdieren, de Rhinogradentia.[1]

### Games
- Het paddenstoelenrijk uit de serie Mario. Het rijk staat beter bekend als de Mushroom kingdom.
- Hyrule, land uit de gameserie The Legend of Zelda.